# Pamela Ribon

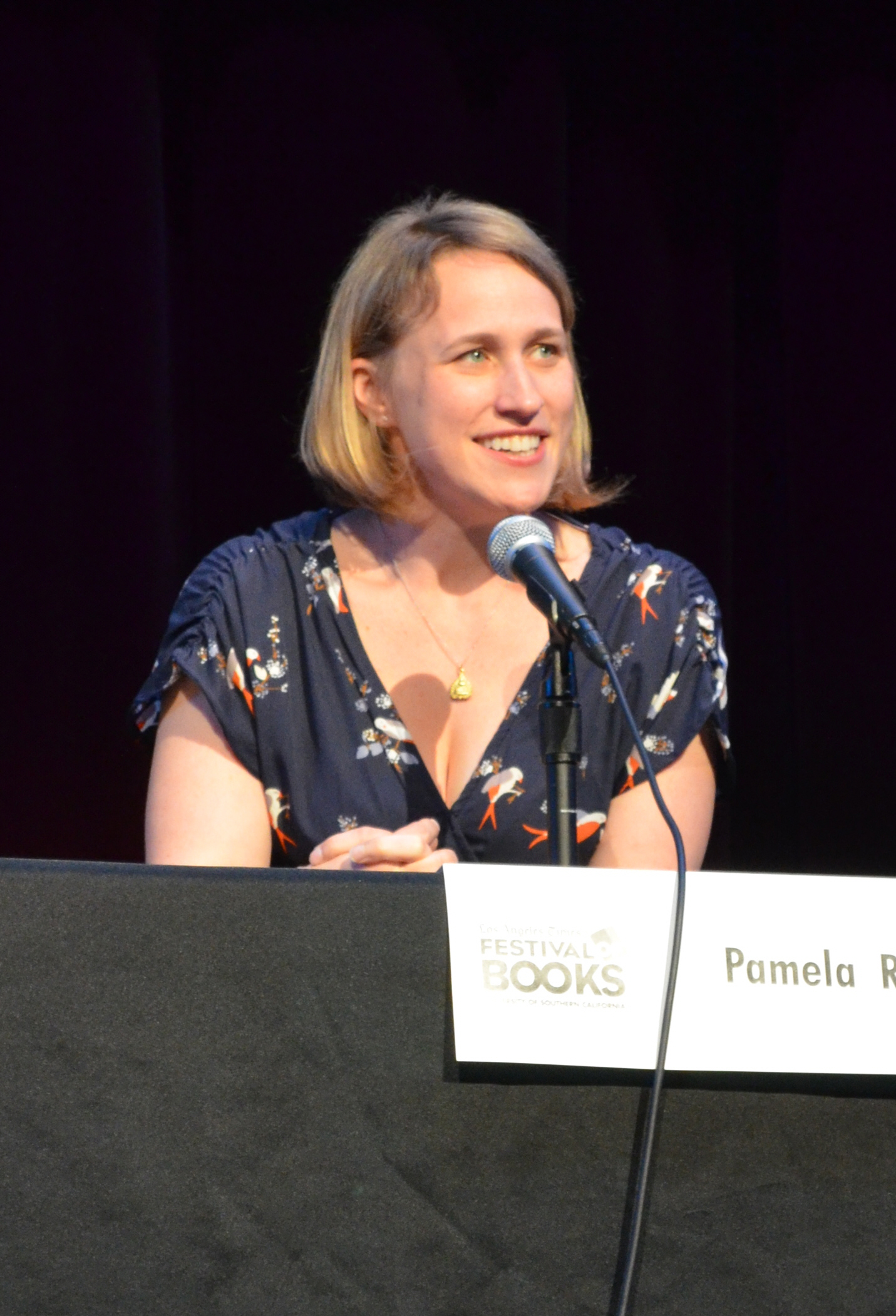
Pamela Ribon, 2012

Pamela Ribon (* 4. April 1975) ist eine US-amerikanische Buch- und Drehbuchautorin.
Ribon tritt seit Mitte der 2000er Jahre als Drehbuchautorin für Film und Fernsehen in Erscheinung. Parallel ist sie als Buchautorin tätig und wirkt an Comics mit. Gelegentlich übernimmt sie auch Rollen als Synchronsprecherin. Ihr 2017 veröffentlichtes, autobiografisches Buch Notes to Boys: And Other Things I Shouldn’t Share in Public diente ihr als Vorlage für den animierten Kurzfilm My Year of Dicks. Gemeinsam mit Regisseurin Sara Gunnarsdóttir wurde Ribon hierfür mehrfach ausgezeichnet, ferner erhielten sie 2023 eine Oscar-Nominierung in der Kategorie Bester animierter Kurzfilm.
Als Autorin verantwortete sie das Bühnenstück Call Us Crazy: The Anne Heche Monologues.
Ribon war auch als Bloggerin aktiv und studierte an der University of Texas at Austin Schauspiel.

## Filmografie (Auswahl)
- 2005–2008: Mind of Mencia (Fernsehserie)
- 2007–2009: Samantha Who? (Fernsehserie)
- 2016: Vaiana
- 2017: Die Schlümpfe – Das verlorene Dorf (Smurfs: The Lost Village)
- 2018: Chaos im Netz (Ralph Breaks the Internet)
- 2022: My Year of Dicks (Kurzfilm)

## Veröffentlichungen (Auswahl)
- Why Girls Are Weird, Simon & Schuster 2003.
- deutschsprachige Übersetzung: Liebe ohne Märchenprinz, aus dem Amerikan. von Christine Gaspard, Knaur-Taschenbuch-Verlag, München 2005, ISBN 978-3-426-62919-2.
- Why Moms Are Weird, Simon & Schuster 2006.
  - deutschsprachige Ausgabe: Suche Mann für meine Mutter, aus dem Amerikan. von Christine Gaspard, Knaur-Taschenbuch-Verlag, München 2008, ISBN 978-3-426-63910-8.
- You Take It from Here, Simon & Schuster 2012.
  - deutschsprachige Ausgabe: Du und ich für immer, übersetzt von Claudia Geng, Blanvalet, München 2014, ISBN 978-3-442-38212-5.
- Notes to Boys: And Other Things I Shouldn’t Share in Public, Rare Bird Books 2017.